# Maison Cavens
La maison Cavens est un immeuble classé situé dans la ville de Malmedy en Belgique (province de Liège).

## Localisation
Cette maison est située au no 11 de la place de Rome, une place du centre de la ville de Malmedy.

## Historique
L'immeuble est construit de 1830 à 1834 pour Jean-Hubert Cavens, mécène et industriel, et son épouse Marie-Élisabeth. Inaugurée en 1835, la maison abrite un orphelinat pour filles qui devient mixte en 1843. École technique sous l'administration des frères maristes de 1958 à 1968, le bâtiment est ensuite acheté par la ville de Malmedy qui y installe un centre culturel et le siège du musée du papier et du carnaval. La façade de la maison a fait l'objet d'une restauration à partir de 2012. En 2015, l'immeuble devient un centre médical.

## Description
Cet immeuble symétrique de style néo-classique possède une façade de sept travées et trois niveaux (deux étages). Le soubassement est recouvert de panneaux de schiste et le reste de la façade est bâti en briques enduites. Le rez-de-chaussée, de couleur grise, forme des lignes de refend alors que les étages enduits en blanc sont flanqués de huit pilastres de la même couleur que le rez-de-chaussée avec chapiteaux corinthiens. Sous la corniche, on peut lire l'inscription en lettres majuscules : MAISON D'ORPHELINS FONDÉE PAR J.H.CAVENS. La porte d'entrée à double battant est placée sur la travée centrale et est précédée d'un escalier de trois marches en pierre calcaire. La baie d'imposte renferme une sculpture représentant un pélican. Les baies du premier étage sont surmontées d'un tympan cintré orné de palmettes et de feuillages.

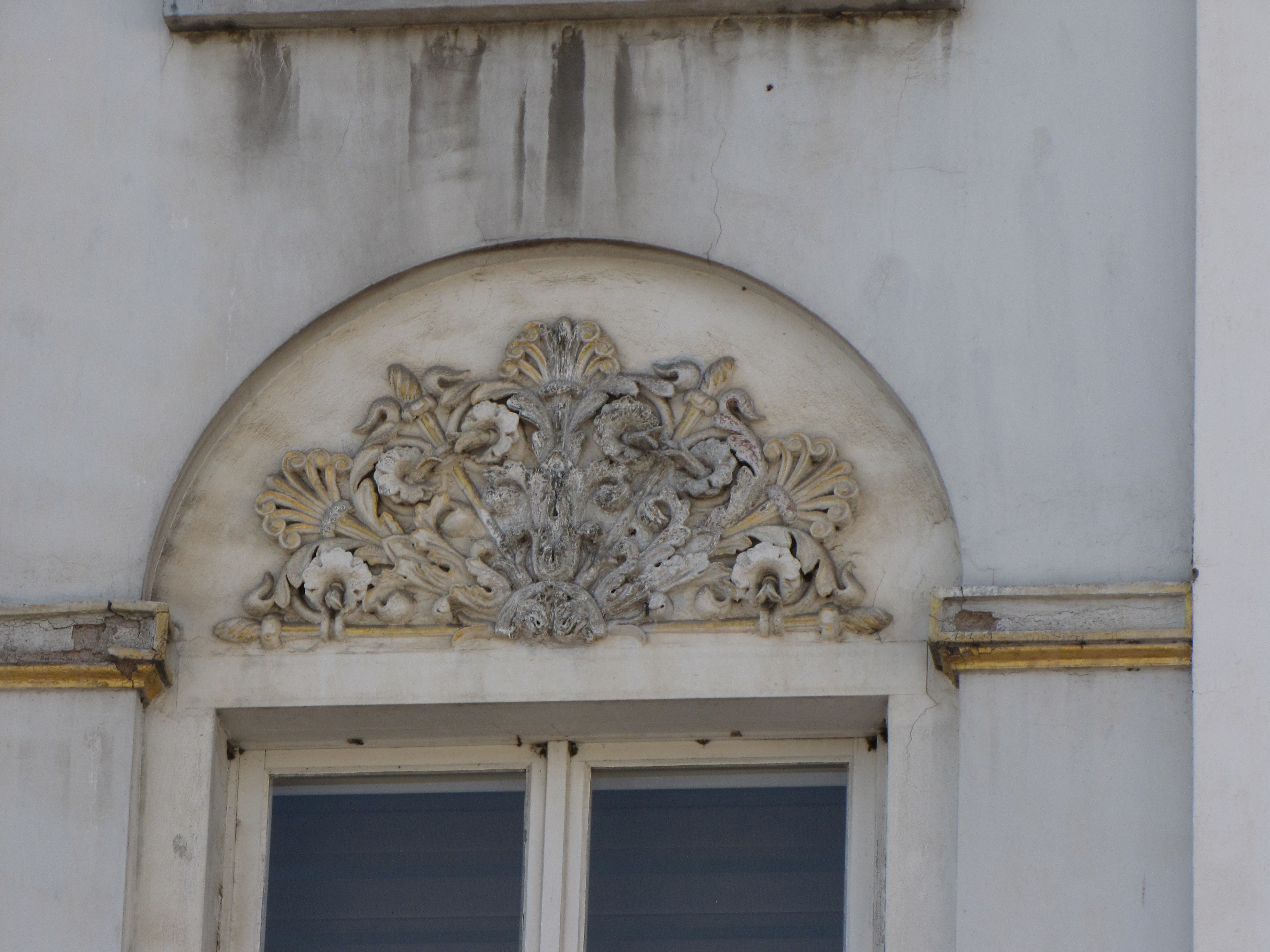
Tympan d'une baie du premier étage de la maison Cavens.